# Kazimira Prunskienė
Kazimira Danutė Prunskienė (26 de febrer de 1943, districte municipal de Švenčionys) és una política lituana i va ser la primera persona a ocupar el càrrec de primera ministra, en un Govern d'unitat nacional després de la declaració d'independència de l'11 de març 1990.
Va ser ministra d'agricultura en el govern de Gediminas Kirkilas i és cap de la Unió Lituana d'Agricultors i Verds.
Es va presentar a les eleccions presidencials de 2004 i perdent la segona ronda contra Valdas Adamkus, president fins al 2008.